# My First Story
I My First Story (マイ・ファースト・ストーリー?) sono un gruppo musicale giapponese formatosi nel 2011 a Shibuya, Tokyo.
Il singolo Fukagyaku Replace viene utilizzato come ending per l'anime Nobunaga Concerto.

## Formazione

### Formazione attuale
- Hiro (森内 寛樹?, Moriuchi Hiroki, 25 gennaio 1994) – voce (2011–presente)
- Nob (加藤 伸明?, Katou Nobuaki, 14 ottobre 1984) – basso elettrico (2011–presente)
- Teru (西澤 照貴?, Nishizawa Teruki, 28 maggio 1992) – (2011–presente) chitarra solista, chitarra ritmica (2011–presente)
- Kid'z (佐々木 翔平?, Shouhei Sasaki, 27 luglio 1992) – batteria (2016–presente)

### Ex componenti
- Sho (土屋 翔?, Tsuchiya Sho, 28 marzo 1984) – chitarra solista, leader (2011–2015)
- Masack (Kojima Masaki, 3 gennaio 1988) — batteria (2011–2016)

## Discografia

### Album in studio
- 2012 – My First Story
- 2013 – The Story Is My Life
- 2014 – Kyõgen Neurose
- 2015 – Antithese
- 2017 – All Lead Tracks
- 2017 – All Secret Tracks
- 2018 – The Premium Symphony
- 2018 – S·S·S
- 2019 – The Plugless
- 2020 – V

### Singoli
- 2013 – Saishuukai Story
- 2014 – Black Rail
- 2014 – Fukagyaku Replace
- 2015 – Alone
- 2016 – We're Just Waiting 4 You
- 2017 – Merry Christmas
- 2018 – Accident
- 2019 – Mukoku
- 2019 – King & Ashley
- 2019 – Identity
- 2020 – 1,000,000 Times
- 2021 – Leader
- 2021 – Kokuhaku
- 2021 – Paradox

### Cover
Il cantante ha rivisitato diverse canzoni di altri artisti giapponesi ma non assieme alla band, piuttosto in una carriera solistica con appellativo il nome di nascita (森内 寛樹?, Moriuchi Hiroki). Ha fatto uscire 3 singoli ed un album.

#### Singoli
- 2020 – Ai No Katachi
- 2020 – Kimi wa Rokku wo Kikanai
- 2021 – Yasashisade Afureru You ni

#### Album e canzoni
- 2021 – Sing;Est

1. Yoru Ni Kakeru
2. Tada Kimi ni Hare
3. Inochi ni Kirawarete iru
4. Kimi no Shiranai Monogatari
5. Automatic
6. Gibs
7. Hanamizuki